# Lac La Vieille
Le lac La Vieille (anglais : Old Wives Lake) aussi connu sous le nom de lac Old Wives est un lac salé du Canada situé en Saskatchewan. Le lac a été désigné en 1925 comme refuge d'oiseaux migrateurs.

## Toponymie
Il y a plusieurs légendes quant à l'origine du toponyme « La Vieille ». La première raconte que lors d'un retour d'une expédition de chasse au bison, une bande de Cris fut surprise par un groupe supérieur en nombre de Pieds-Noirs en soirée. Ces derniers, vu l'heure tardive décidèrent d'attendre au lendemain pour attaquer. Se sachant perdus, les Cris se résignèrent à mourir en guerriers, quand les femmes âgées de la tribu leur suggérèrent de s'enfuir pendant qu'elles entretenaient le feu. Les Pieds-Noirs furent surpris par ce stratagème et n'eurent que des vieilles femmes à scalper. On raconte que lors des soirées de forts vents, on peut toujours entendre le ricanement de ces vieilles.
La seconde légende raconte qu'une femme, si vieille que personne ne pouvait dire son âge, femme de chef et réputée grande sorcière, se noya dans le lac. Elle fut enterrée par sa tribu en grande pompe sur une île du lac. Sa réputation était telle qu'à la veille des guerres, les guerriers amérindiens venaient sur de bord du lac méditer pour entendre son oracle. S'ils entendaient de son île mortuaire un son gémissant, cela signifiait qu'ils devaient éviter la bataille car ils risquaient de la perdre. S'ils entendaient un hymne guerrier, ceux-ci pouvaient partir à la bataille sans crainte car la victoire était assurée.
Le nom du lac connut plusieurs variantes, soit Old Wives Lake, Old Woman Lake et Old Woman's Lake en anglais et lac des Vieilles Femmes en français. Il est aussi connu sous le nom amérindien Nootokao Sagiekun. Le lac fut brièvement connu au XIXe siècle sous le nom de lac Johnston en l'honneur de Frederick John William Johnston Bart (1841-1913), un ami du vicomte Chaplin of St. Oswald, qui était un petit-neveu d'Edward Ellice qui fut directeur de la compagnie de la Baie d'Hudson.

## Histoire
Le lac porta initialement le nom de Johnstone Lake d'après un chasseur, Sir Frederick Johnstone, qui le visita en 1861.
Le lac a été reconnu comme refuge d'oiseaux migrateurs le 9 mars 1925. Durant les années 1950 et 1960, une partie de ses eaux furent déviées vers le lac Frederick pour la récolte de sulfate de sodium. En avril 1997, il a été inscrit au réseau de réserves pour les oiseaux de rivage de l'hémisphère occidental avec les lacs Chaplin et Reed.

## Faune
Le lac La Vieille est visité par environ 30 espèces d'oiseaux limicoles. Les recensements ont dénombré jusqu'à 124 000 limicoles lors de la migration printanière. Les principales espèces sont le Bécasseau sanderling (Calidris alba), où l'on peut voir 30 % de la population nord-américaine, le Bécasseau à échasses (Calidris himantopus) et le Bécasseau semipalmé (Calidris pusilla).
Côté reproduction, le lac est un important site de reproduction pour le Pluvier siffleur (Charadrius melodus), le Pélican d'Amérique (Pelecanus erythrorhynchos), le Cormoran à aigrettes (Phalacrocorax auritus), la Mouette de Franklin (Leucophaeus pipixcan), le Goéland à bec cerclé (Larus delawarensis), le Goéland de Californie (Larus californicus) et la Sterne pierregarin (Sterna hirundo).